# Lijst van burgemeesters van Schoten (Nederland)
Dit is een lijst van burgemeesters van de voormalige Nederlandse gemeente Schoten tot die gemeente in 1927 opging in de gemeente Haarlem.
| Ambtsperiode | Naam burgemeester                                | Partij of stroming | Bijzonderheden                                |
| ------------ | ------------------------------------------------ | ------------------ | --------------------------------------------- |
| 1839 - 1850  | Herman Jacques Gerlings                          |                    |                                               |
| 1850 - 1853  | H. Gerlings Cz.                                  |                    |                                               |
| 1853 - 1868  | Gerrit (G.) van Egmond                           |                    | tevens burgemeester van Spaarndam (1847-1868) |
| 1868 - 1884  | M.J. van Olst                                    |                    | tevens burgemeester van Spaarndam             |
| 1884 - 1896  | Jan (J.) Arnoldij                                |                    |                                               |
| 1896 - 1904  | Willem Dirk Haitsma Mulier                       |                    | tevens burgemeester van Spaarndam (1884-1912) |
| 1904 - 1923  | Franz Frederik Ferdinand Fuhrhop                 |                    | eerder burgemeester van Oudkarspel            |
| 1923 - 1927  | mr. Joan Nicolaas Jozef Eduard Heerkens Thijssen | RKSP               | waarnemend                                    |